# Ana Mirabela Dina
Ana Mirabela Dina (* 31. Januar 1976 in Craiova, Rumänien) ist eine rumänische Pianistin und Professorin für Klavier an der Hochschule für Musik Würzburg.

## Leben
Im Alter von vier Jahren erhielt Ana Mirabela Dina ersten Klavierunterricht. 1986 gab sie ihr Konzertdebüt mit dem Staatsphilharmonischen Orchester Craiova und dem D-Dur Klavierkonzert von Joseph Haydn. Sie war Preisträgerin bei Klavierwettbewerben, in Stresa, Italien 1984 (1. Preis), Cantù, Italien 1991 (2. Preis), Waki, Japan 1995 (1. Preis).
Nach 1990 spielte sie in Italien, Frankreich, Deutschland, Großbritannien und den USA und ging 1995 nach Köln, um an der Kölner Musikhochschule bei Karin Merle zu studieren. 1998 gab sie ihr Doppeldebüt in Berlin, mit W.A. Mozarts Krönungskonzert KV 537 in der Berliner Philharmonie in Begleitung des Deutschen Symphonie-Orchesters und im Konzerthaus am Gendarmenmarkt mit dem B-Dur-Klavierkonzert von Johannes Brahms.
Im September 1999 gewann Ana Mirabela Dina in Buenos Aires den 1. Preis beim ersten „Concurso internacional de piano Martha Argerich“. Anschließend hatte sie ein Gastspiel in Montreal und spielte das 2. Klavierkonzert von L. v. Beethoven in Begleitung des Orchestre Symphonique de Montréal unter Charles Dutoit. Auch in Zusammenarbeit mit dem WDR trat sie fünf Mal in der Reihe „Meisterpianisten“ auf.
Es folgten weitere Auftritte in Beppu, Buenos Aires, 2003 in Lugano und 2007 in Paris. Auch diverse Rundfunkaufnahmen hat sie in dieser Zeit eingespielt, unter anderem für den BR und den WDR.
Zwischen 2007 und 2017 war sie Dozentin an der Kölner Musikhochschule. Seit Oktober 2017 ist Ana Mirabela Dina Professorin für Klavier an der Hochschule für Musik in Würzburg.